# ایلوکواتا
ایلوکواتا (به لاتین: Illukwatta) یک روستا مسکونی در سری‌لانکا است که در استان مرکزی (سری‌لانکا) واقع شده‌است.